# Садовый (Мартыновский район)
Садо́вый — хутор в Мартыновском районе Ростовской области.
Входит в состав Ильиновского сельского поселения.

## История
В мае 1958 года хутор Будённый переименован в Садовый.

## Население
| 2010 |
| ---- |
| 7    |

## Улицы
На хуторе имеется одна улица: Будённого.